# Бутрос, Захария
Захария Бутрос (араб. زكريا بطرس‎; род. 24 октября 1934, Кафр-эд-Даввар, Египет) — коптский священник, критик ислама. Вёл активную антиисламскую проповедь на Ближнем Востоке. Из-за преследований со стороны исламистов, был вынужден покинуть родину. Бутрос выступал с проповедями на телевидении, в частности на телеканале аль Хаят. Террористическая организация Аль Каида пообещала заплатить 60 миллионов долларов США за убийство Захария Бутроса.

## Биография
Файез Бутрос (имя Захарии до рукоположения на священство) родился в глубоко верующей христианской семье. Родственники были вовлечены в деятельность евангельских миссионеров. Как отмечает сам Бутрос, они принимали и заботились обо всех кто «пересекался с ними». В 1947 году брат Захарии начал активную проповедь, как мусульманам, так и христианам, за что был жестоко убит исламскими экстремистами. Как вспоминает Бутрос: «они отрезали ему язык, а затем — голову». От своего брата он унаследовал Библию. После смерти брата, Захария решил также проповедовать мусульманам Евангелие. Позже, из-за этого был лишён свободы. В 1989 Захария был изгнан из Египта. Отправившись в Великобританию, Бутрос продолжил свою деятельность.

## Деятельность
В 2003 Захария Бутрос начал критиковать ислам на своём шоу «Вопросы про Веру», выпускаемом на телеканале аль Хаят. Прославился за «бесцензурную» проповедь, из-за которой приходилось сталкиваться с проблемами со стороны религиозного духовенства, как коптского, так и исламского. Захария утверждал что мусульмане замалчивают места в Коране, которые нацелены на гонение религиозного меньшинства в исламских странах. Также сравнивал исламское учение с гитлеровской идеологией. Даже после того как Бутроса отлучили от священства, он всё равно продолжил свою деятельность, в том числе занимаясь защитой интересов религиозного меньшинства в Египте. Переезд заграницу позволил Захарии делать более резкие высказывания.

## Труды
- Бог един во Святой Троице